# Bangladesz na Mistrzostwach Świata w Lekkoatletyce 2019
Bangladesz na Mistrzostwach Świata w Lekkoatletyce 2019 – reprezentacja Bangladeszu podczas mistrzostw świata w Doha liczyła tylko jednego zawodnika, biegacza Mohammad Jahir Rayhan.

## Skład reprezentacji

### Mężczyźni
| Zawodnik              | Konkurencja   | Eliminacje | Eliminacje | Półfinał | Półfinał | Finał | Finał   |
| Zawodnik              | Konkurencja   | Wynik      | Pozycja    | Wynik    | Pozycja  | Wynik | Pozycja |
| --------------------- | ------------- | ---------- | ---------- | -------- | -------- | ----- | ------- |
| Mohammad Jahir Rayhan | Bieg na 400 m | 48.48      | 40.        | NQ       | NQ       | NQ    | NQ      |